# 카주자사키
카주자사키(Pithecia cazuzai)는 신세계원숭이에 속하는 사키원숭이의 일종이다. 아마존 분지의 자푸라강 유역의 브라질 서부의 작은 지역에서 발견된다. 모든 사키원숭이 중에서 가장 좁은 지역에 분포한다. 성체 수컷 한 점과 암컷 성체와 새끼 각 한 점씩 모두 3점의 모식 표본에 기초하여, 2014년 개정판에서 유일하게 기재되었다.